# Tage Reedtz-Thott
Kjeld Thor Tage Otto Reedtz-Thott (Gavnø, 13 maart 1839 - aldaar, 27 november 1923) was een Deens conservatief politicus. Hij was van 1894 tot 1897 raadsvoorzitter (eerste minister) van Denemarken.